# El padre de mis hijos
El padre de mis hijos es una película argentina de drama. Está protagonizada por: Romina Ricci, Mora Recalde, Horacio Fontova, Paula Carruega y Julián Lucero y se estrenó el 15 de marzo de 2018..

## Sinopsis del filme
Eva no está en su mejor momento: con treinta y muchos su novio la dejó de un día para otro, sin motivo aparente y tendrá que volver a la casa de sus padres. En este contexto Eva comienza a pensar en la idea de tener un hijo. ¿Pero con quién? Algo que comienza como una ligera preocupación se convertirá de a poco en una obsesión un tanto intensa... pero Eva realmente quiere ser madre o la presión de los demás es tan insoportable que terminó asumiendo un deseo que no es el suyo?

## Elenco
- Romina Ricci como Laura
- Mora Recalde como Eva
- Horacio Fontova como Papá
- Paula Carruega como Alicia
- Julián Lucero como Gonzalo
- Javier Drolas	como Gastón
- William Prociuk
- Santiago Magariños como Lucas
- Ezequiel Rodríguez	como Mariano
- Mirella Pascual como Mamá
- Agustín Toscano como Pedro
- Margarita Páez como Indiana